# 안드레이 폴베르트
안드레이 폴베르트(루마니아어: Andrei Folbert, 1931년 1월 6일 ~ 2003년 9월 9일)는 루마니아의 농구 선수이다.